# Carol Channing
Carol Elaine Channing (ur. 31 stycznia 1921 w Seattle, zm. 15 stycznia 2019 w Rancho Mirage) – amerykańska piosenkarka i aktorka, nagrodzona Złotym Globem i nominowana do Oscara za rolę drugoplanową w filmie Na wskroś nowoczesna Millie.
W dwuczęściowym filmie Alicja w Krainie Czarów z 1985 roku zagrała rolę Białej Królowej.

## Filmografia

### Film i serial
- 1967: Na wskroś nowoczesna Millie jako Muzzy Van Hossmere
- 1978: Orkiestra klubu samotnych serc sierżanta Pieprza
- 1981–1987: Statek miłości jako ciotka Sylvia
- 1985: Alicja w Krainie Czarów jako Biała królowa
- 1993: The Nanny jako ona sama (sezon 1 odcinek 2)

### Dubbing

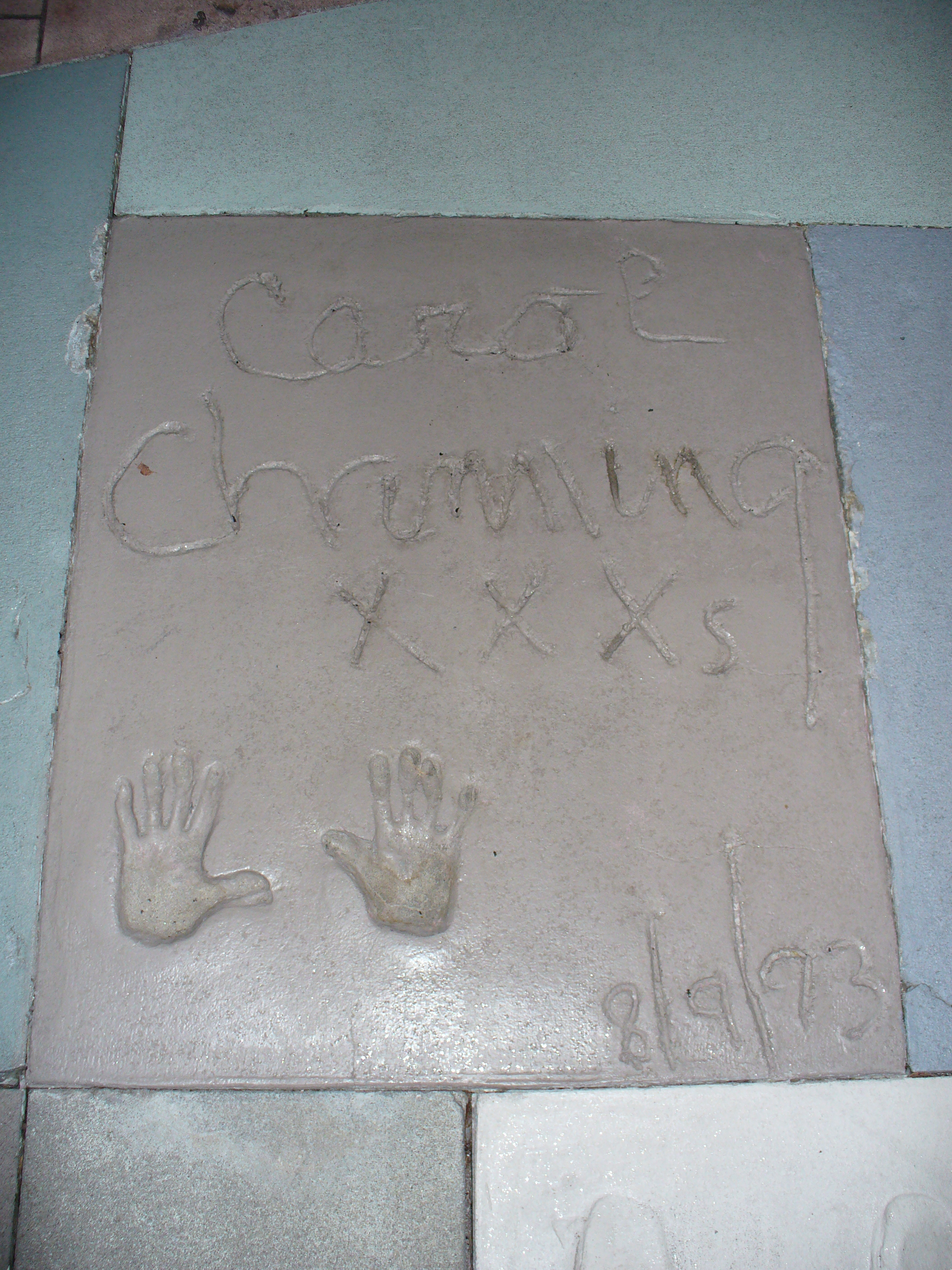
Odciski dłoni Channing przed The Great Movie Ride w Disney’s Hollywood Studios w Walt Disney World Resort.

- 1989–1992: Chip i Dale: Brygada RR jako Pudlania La Puch (ang. Canina LaFur) (odc. 50, 59)
- 1990: Królewna Śnieżka – Nowe przygody jako Muddy
- 1992–1993: Rodzina Addamsów jako babcia
- 1993: Dwa głupie psy jako zła czarownica, starsza kobieta
- 1994: Calineczka jako mysz polna
- 1994: Magiczny autobus jako Cornelia C. Contralto II
- 1998: Dzielny mały Toster jedzie na Marsa jako Fanny

## Nagrody i odznaczenia
- 1988: Miasto San Francisco, Kalifornia, ogłosiło dzień 14 lutego 1988 roku dniem Carol Channing
- 1995: Tony Award za całokształt twórczości[3][4]
- 2004: Nagroda Oscara Hammersteina za całokształt twórczości w teatrze muzycznym[5]